# Taifa di Saragozza
La Taifa di Saragozza o Regno di Saragozza (in spagnolo Taifa de Saraqusta o Taifa de Zaragoza) è stata una taifa indipendente, tra il 1018 e il 1110, nata dalla disintegrazione del Califfato di Cordova agli inizi dell'XI secolo, e rimase in vita finché venne conquistata dagli Almoravidi nel 1110. Sperimentò una straordinaria crescita politica e culturale sotto i regni di al-Muqtadir, al-Mutamin e al-Musta'in II nella seconda metà di detto secolo.
Il retaggio intellettuale e artistico più importante si potrebbe riassumere nella costruzione del castello dell'Aljafería e nell'avviamento della prima scuola rigorosamente filosofica di al-Andalus, la cui figura più importante fu Avempace, nato a Saragozza tra il 1070 e il 1080 e che dovette emigrare dalla città nel 1118 dopo la conquista cristiana.

## Storia

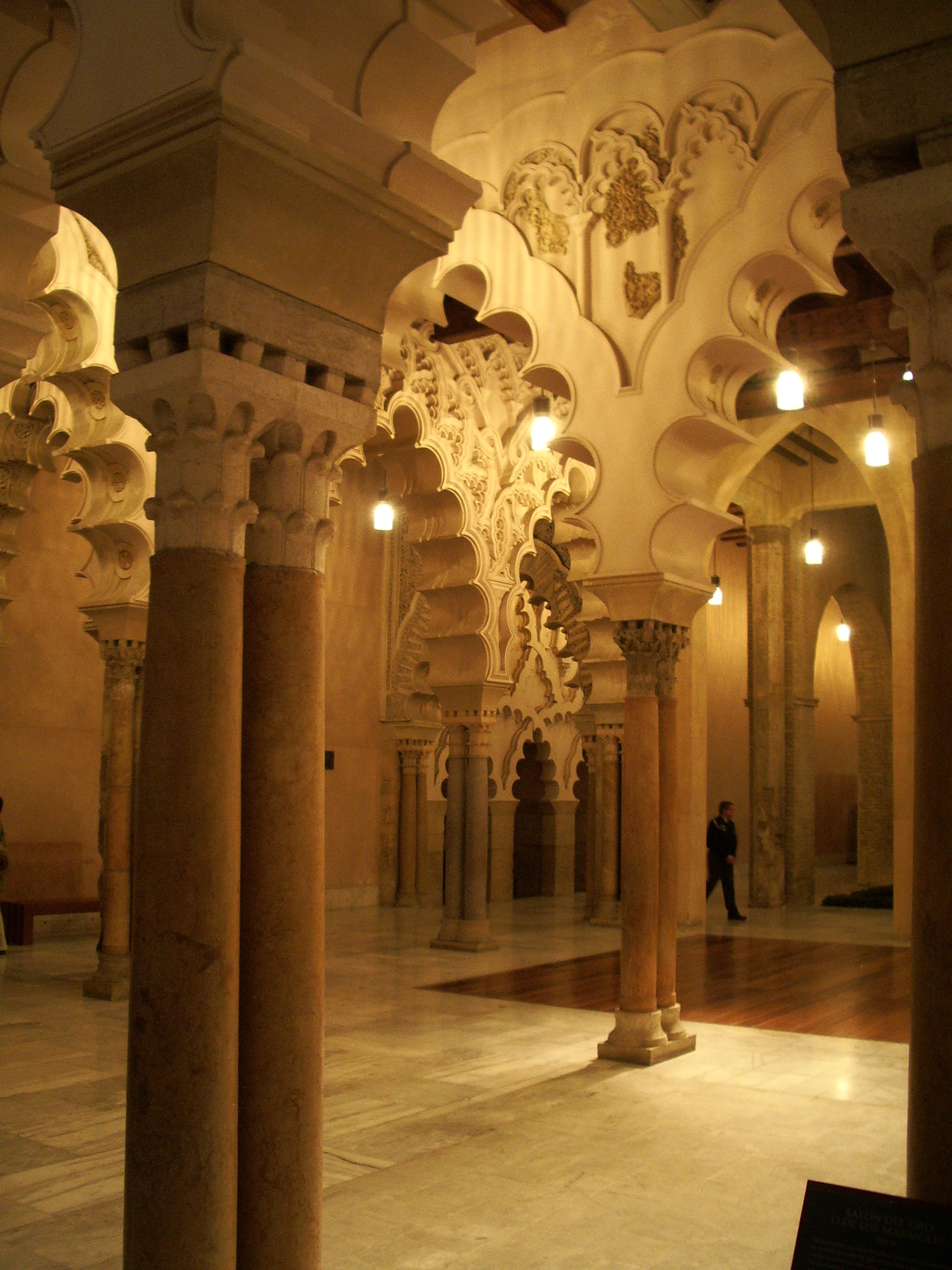
Veduta notturna delle sale dell'Aljafería, il palazzo che fece erigere il re al-Muqtádir nel 1065.

Estensione della Taifa di Saragozza nel 1080.

### La Marca Superiore nell'epoca degli emirati

#### Periodo dell'Emirato dipendente
Nell'anno 714 la città venne occupata dall'esercito musulmano al comando di Tariq e il suo capo, Muza, passando a fare parte del Califfato omayyade di Damasco e dell'Emirato dipendente con capitale Cordova. Da quell'anno Saragozza divenne un avamposto nella lotta contro i cristiani del nord, che si erano rifugiati nelle valli pirenaiche di Ansó, Hecho, Sobrarbe e Ribagorza. Nel 720 tutta la valle dell'Ebro e le città più importanti dell'ulteriore regione di Aragona erano dominate dall'islam.
Con la sconfitta contro i franchi a Poitiers nel 732, il confine nord si stabilizzò, elevando Saragozza a provincia frontaliera sotto la denominazione di Marca Superiore. Saragozza amministrava un territorio che comprendeva insediamenti quali Huesca, Tudela, Calatayud o Barbastro, governate dal sahib di Saragozza, che agiva in nome dell'emiro andaluso dipendente dal califfato di Damasco. La sua lontananza dalla capitale dell'emirato e la sua funzione di baluardo difensivo conferì a Saragozza una certa autonomia politica, spesso riconosciuta dal potere centrale di Cordova, visto che sul piano militare favoriva le decisioni rapide per eseguire efficacemente iniziative belliche.

#### Periodo dell'Emirato indipendente
La proclamazione di Abderramán I, come emiro nel 756, produsse una rottura con il Califfato abbaside di Baghdad. Iniziò l'epoca dell'Emirato indipendente e Abderramán I governò su un territorio libero, conosciuto da allora come Al-Andalus e che nella Valle dell'Ebro ingenerò ribellioni contro il potere centrale. Contemporaneamente cominciò la pressione dei cristiani dei marchesati e delle contee della Marca di Spagna che dipendevano dal potere carolingio. Nella seconda metà dell'VIII secolo riuscirono a prendere Urgel, La Cerdaña e Gerona, e nell'anno 801, anche Barcellona.

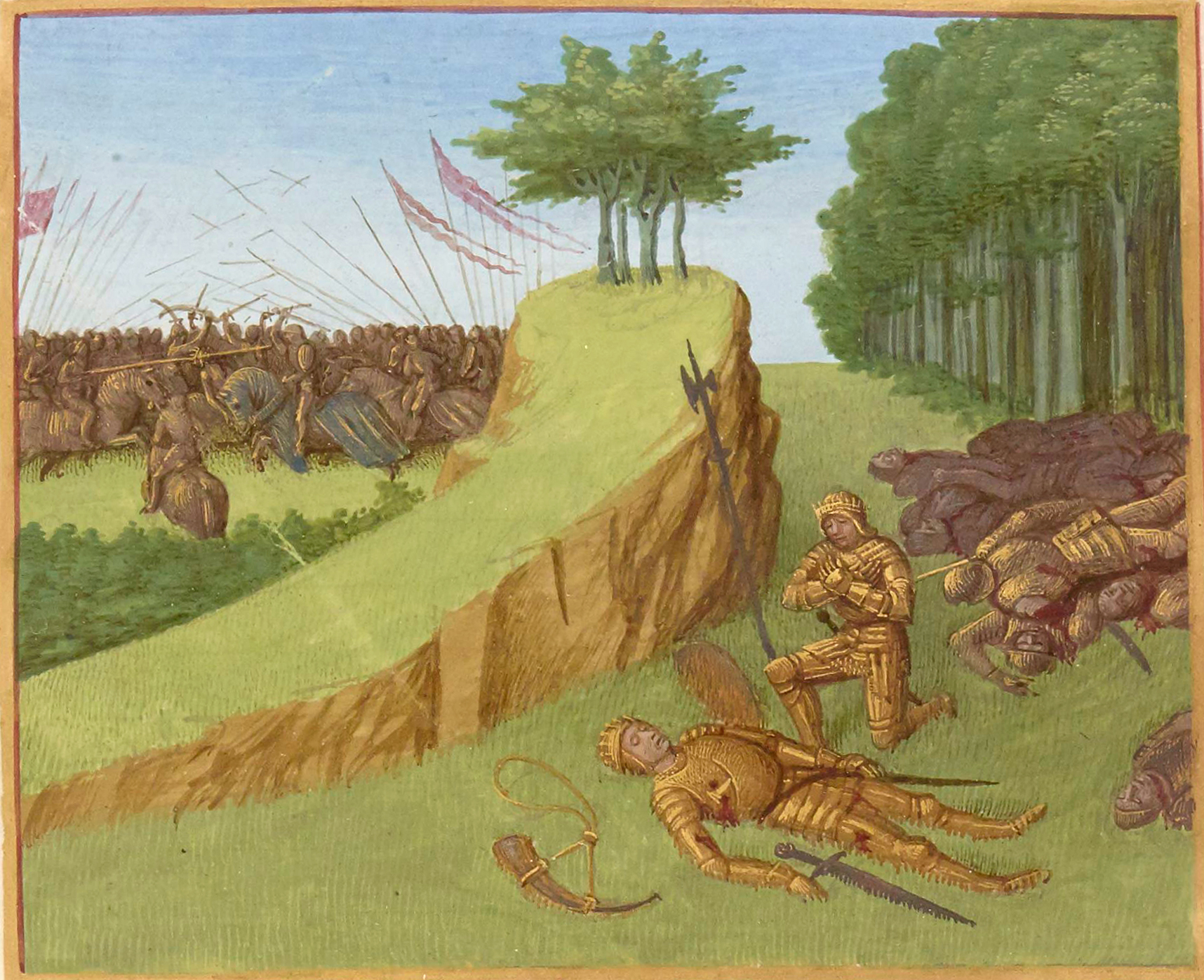
Morte di Rolando, miniatura dell'opera Grandes Chroniques de France, di Jean Fouquet.

L'interesse di Carlomagno negli affari ispanici spronò Sulaymán a il-Arabi, governatore di Saragozza, a fomentare una ribellione, in quanto egli coltivava l'idea di diventare emiro di Cordova con l'appoggio dei franchi cedendo loro cambio la città di cui era al comando. Carlomagno, nel 778, giunse alle porte della città dell'Ebro. Ciò nonostante, una volta lì, Husayn, il wali locale, negò l'ingresso all'esercito carolingio. Pensando alla complessità di un lungo assedio ad una piazza così fortificata, con un esercito così lontano dal suo centro logistico, i franchi decisero di ritornare a Pamplona, distruggendo, al passaggio, le fortificazioni di quella città. Successivamente presero il passo di Roncisvalle per rientrare nel loro territorio. Mentre la colonna carolingia attraversava il passo venne attaccata, nella sua retroguardia, da contingenti guasconi imboscati lungo le falde montuose che provocarono il danneggiamento delle provviste. Questo fatto storico, accaduto il 15 di agosto del 778, è conosciuto come la Battaglia di Roncisvalle, ed ha dato origine alla leggenda cantata nella Chanson de Roland, la canzone di gesta medioevale più importante della letteratura francese.
Dalla metà del IX secolo fino alla metà del X la Marca Superiore fu la provincia più ostile alla dinastia omayyade, con continue insurrezioni contro l'emirato. Per soffocarlrle, gli emiri omayyadi si appoggiarono ai principali signori muladi, soprattutto i Banu Qasi, la cui origine era nell'ovest della regione, nella zona dell'odierna Tudela. Questi, agli inizi del IX secolo, si allearono con i cristiani Inigo di Pamplona, con i quali mantenevano legami familiari, con l'obiettivo di resistere alle due potenze presenti al momento in quella zona: gli omayyadi e i carolingi.

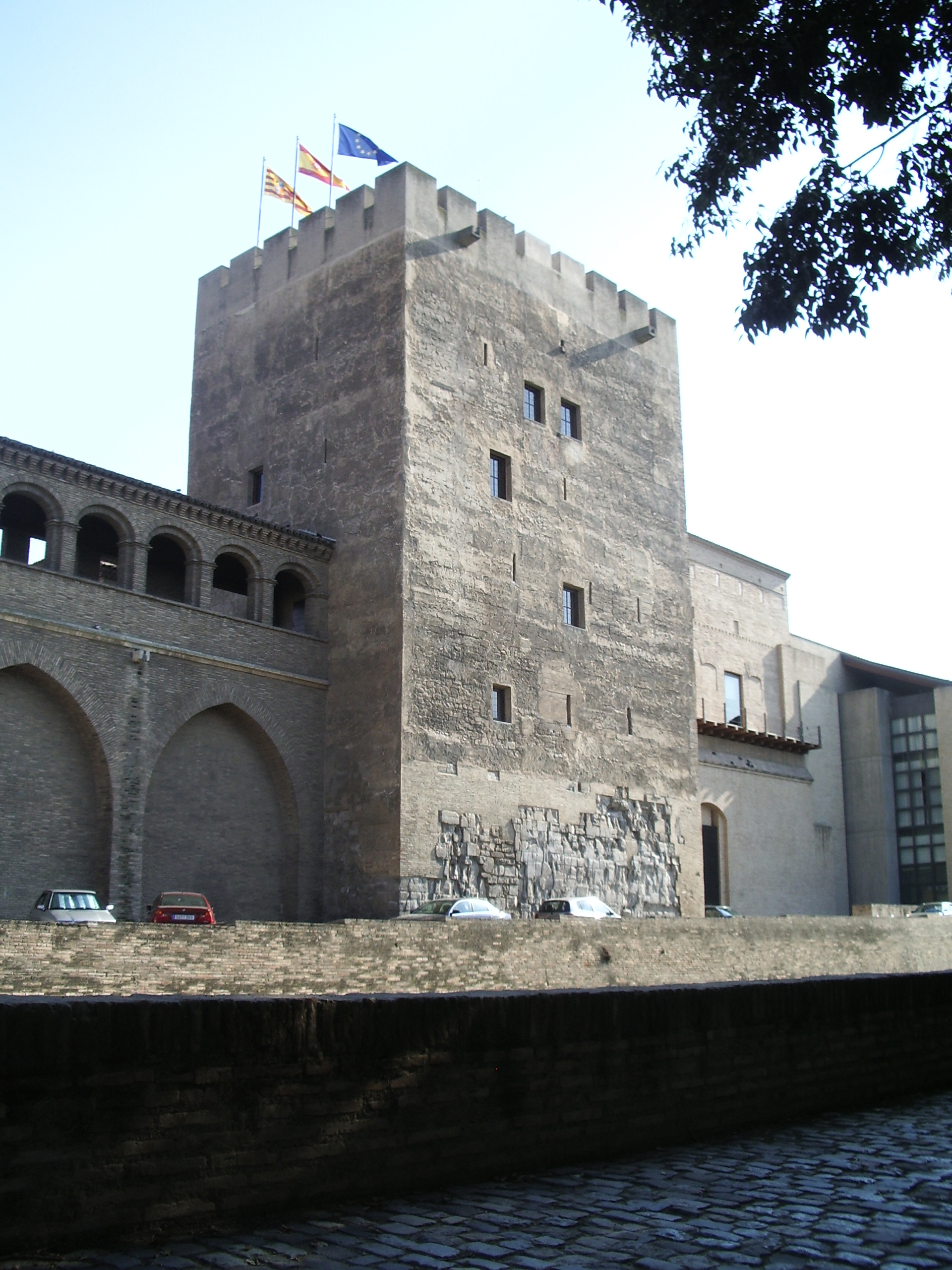
Torre del Trovador dell'Aljafería. IX secolo

Il carattere di confine rese la Marca Superiore teatro della lotta tra franchi e andalusi per delimitare i propri domini in questa regione frontaliera, determinando continui cambi di alleanze da cui si rafforzarono i Banu Qasi, al punto che questi erano già la dinastia egemonica nella metà del IX secolo. Il tutto fu suggellato con la nomina, nell'852 da parte del recentemente proclamato emiro Mohamed I, di Musa ben Qasi a governatore dell'importante Tudela e, poco dopo, della capitale, Saragozza.
Fu questa l'epoca gloriosa di Musa ben Qasi, il famoso "moro Muza" della tradizione cristiana, che esercitò il suo dominio su tutta la Marca e ampliò la sua autorità creando un autentico principato e autonominandosi "terzo re di Spagna", essendo gli altri due l'emiro Mohamed I e il re delle Asturie, Ramiro I delle Asturie fino all'850 e Ordoño I successivamente. Questa situazione durò fino all'860, quando Musa ben Qasi venne sconfitto da Ordoño I al Monte Laturce, e l'emiro lo destituì dal governo della Marca. Parallelamente si produsse la crescita del regno di Pamplona, che riuscì a liberarsi della pressione dell'Islam. Nell'anno 872 i figli di Musa II si sollevarono e Lope Musa prese Saragozza con l'aiuto dei suoi fratelli.
L'autonomia di Saragozza dei Banu Qasi venne mantenuta finché, dopo numerose discordie familiari, Mohamed I decise di mettervi fine comprando Saragozza nel 884 per 15 000 dinari di oro. La decadenza del suo potere divenne sostanziale e, nell'890, i tugibidi, che dall'invasione musulmana si erano mantenuti nella zona di Calatayud e Daroca, ottennero il governo di Saragozza nella persona di Muhammad Alanqar.

### La Marca Superiore sotto il califfato omayyade
Nel 924, Abderramán III impose la sua autorità sui signori locali sfrattando i Banu Qasi dalla loro ultima roccaforte a Tudela e imponendovi il tugibide di Saragozza, Muhammad Alanqar, la cui dinastia mantenne il governo di Saragozza per più di un secolo. Ma i nuovi signori di Saragozza continuarono con la tendenza all'indipendenza contro il potere centrale.

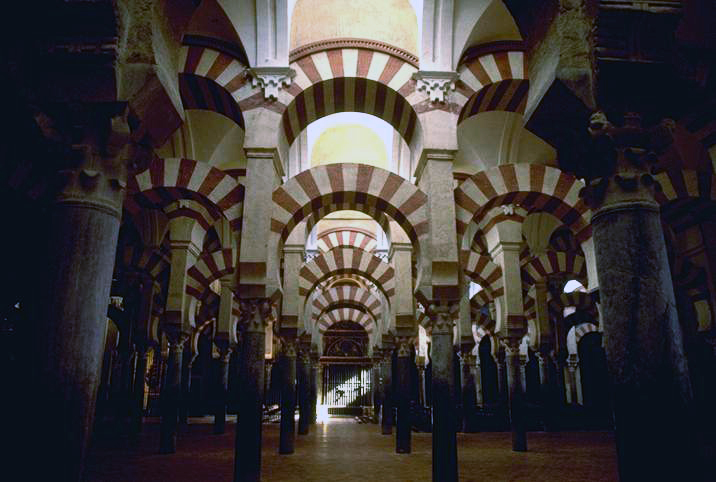
Grande moschea di Cordova

Nel 929 Abderramán III si proclamò califfo e cercò di assicurarsi il controllo delle province più lontane da Córdoba, ma i tugibidi si ribellarono essendo stati repressi dalle spedizioni dei califfi negli anni 935 e 937. Il conflitto si risolse con un compromesso: Muhámmad ibn Háshim at-Tuyibi accettò di mantenersi fedele a Cordova in cambio di un regime di protettorato, che assicurava alla Marca una certa autonomia riguardo al potere centrale. Questo regime speciale si mantenne durante il X secolo e, in qualche modo, si collegò con la disgregazione del califfato nei regni di Taifa agli inizi dell'XI secolo.
La seconda metà del X secolo risultò caratterizzata da un periodo di pace e fedeltà al Califfato con il predominio degli arabi su muladi e cristiani nella Marca Superiore. Alla fine del X secolo i tugibidi incorporarono nel loro territorio Huesca e Barbastro, distretto che era stato governato dalla dinastia muladi di Banu Sabrit dagli inizi del dominio dei Banu Qasi su Saragozza agli inizi del IX secolo.
Nell'ultimo quarto del X secolo, durante il regno di Almanzor, si stabilì un ferreo regime militarista che impose l'egemonia dello stato centrale in tutta la penisola, soffocando con energia, qualsiasi resistenza all'autorità del califfo. Saragozza costituì, in questo periodo, la base principale delle operazioni contro i cristiani del nord, ma con l'unificazione del nuovo re pamplonese Sancho III il Maggiore (1004-1035), che regnò sulle terre Navarre e aragonesi, e la crisi del califfato, i regni sorti della dissoluzione delle marche califfali portarono a un periodo di piena indipendenza della taifa di Saragozza, fatto che accadde nel 1018, nel primo regno taifa.

### La Taifa dei tugibidi
La guerra civile a Cordova, agli inizi dell'XI secolo, determinò nella regione, come nel resto della Spagna musulmana, l'indebolimento della dinastia omeyyade che condusse alla costituzione di uno Stato indipendente o taifa, la cui capitale divenne Saragozza. Questa entità statale confinava a sud con la piccola taifa di Albarracin, governata dai Banu Razin, e che occupava una zona dell'odierna provincia di Teruel, includendo Albarracín e Teruel arrivando fino all'odierna Montalbán. Saragozza comprendeva ad ovest le città di Medinaceli, Soria, Calahorra, Arnedo, Alfaro e Tudela e arrivava ad est fino al corso del Cinca, nelle città di Barbastro, Monzón, Fraga e Lleida, la più importante, che non sempre accettò l'autorità del re di Saragozza.

#### L'inizio della dinastia tugibide: Mundir I
Mundir I fu il primo re della taifa di Saragozza e continuò a svolgere il suo potere dal 1018 proclamandosi Hajib, o "maggiordomo di palazzo", che era il rango che ostentavano Almanzor e i suoi discendenti, e che avevano adottato i primi re dei taifa per identificarsi nel loro potere indipendente. Mundir volle dare a Saragozza l'immagine di una grande corte, e cominciò a ristrutturare edifici come la moschea Aljama di Saragozza (sita sul luogo dove oggi i trova la cattedrale), che venne ampliata, e a costruire delle nuove terme: si circondò oltretutto di segretari-poeti tra cui Ibn Darray e Said al-Bagdadi. Il governatore della taifa di Lleida, Sulaymán ben Hud al-Musta'in (che vent'anni dopo si sarebbe proclamato re di Saragozza, avviando la dinastia hudí) in generale impose il suo potere, anche se esplosero alcuni scontri incitati da Sancho il Maggiore, il suo maggiore nemico esterno, che gli strappò alcune piazze. Per controbilanciare, Mundir I si alleò con Barcellona e la Castiglia, riuscendo a mantenere in pace il suo regno. Morì tra il 1021 e il 1023.

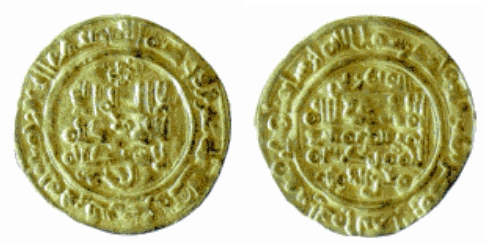
Dinaro di oro coniato nel 1029 da Yahya al-Muzaffar re della taifa di Saragozza.

#### Yahya al-Muzaffar
Nel 1022 a Mundir succedette Yahya al-Muzáffar, suo figlio, che continuò le ostilità contro Sancho il Maggiore. Intraprese una campagna contro Nájera, riuscendo a fare dei prigionieri e un cospicuo bottino. Sposò la sorella di Ismail, re di Toledo nel 1028. Frutto di questo matrimonio fu la nascita di Múndir II (Mu'izz a il-Dawla) che gli succedette nel 1036.

#### La caduta dei tugibidi: Mundir II e Abd Allah ibn Hakam
Mundir II fu l'ultimo re taifa della dinastia dei tugibidi, morto assassinato nel 1038 da suo cugino Abd Allah ibn Hákam, che aspirava ad occupare il trono.
Abd Allah mantenne il potere solo per ventotto giorni, anche se riuscì a coniare moneta a suo nome, dato che i maggiorenti della città iniziarono presto a cospirare contro di lui avvalendosi del sostegno di Sulaymán ben Hud, fino ad allora governatore di Lleida, che comprendendo la possibilità di ottenere il regno, accorse a Saragozza. Abd Allah venne messo in fuga e, dopo violenti tumulti, Sulaymán ibn Hud venne proclamato re avviando una nuova dinastia: quella dei Banu Hud.

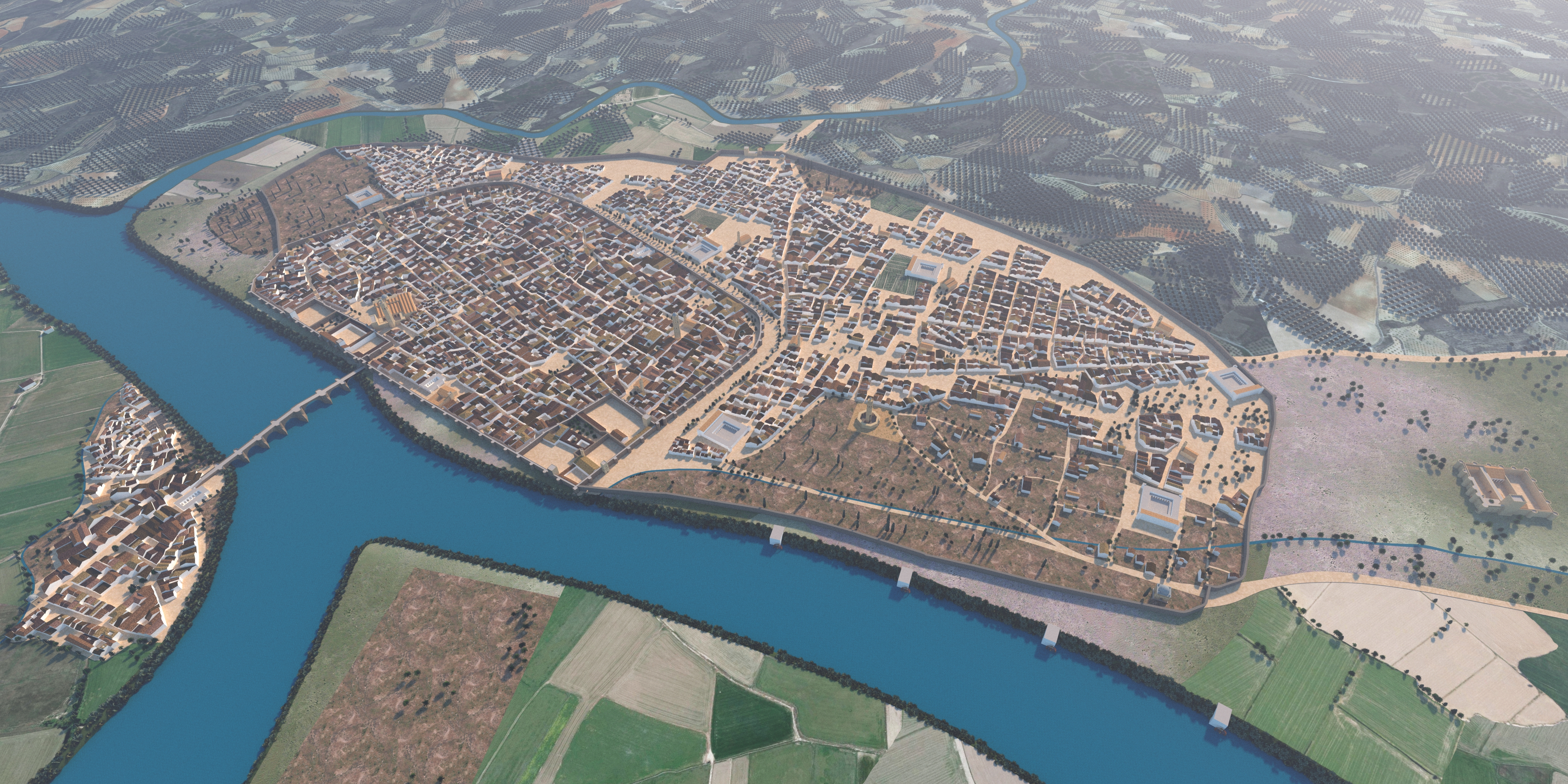
Saragozza nel 1118, vista da al-Jazíra (l'Isola), dove Abderramán III si era accampato nel 935 per aiutare la città.

### La taifa hudí
La dinastia hudí, avviata con Sulaimán ibn Hud al-Mustaín I di Saragozza, mantenne il dominio della taifa saragozzana per tre quarti di secolo, dal 1038 fino al 1110. Con gli hudi, dinastia di origine araba presente nella regione dalla conquista dell'VIII secolo, il regno di Saragozza giunse al suo massimo splendore politico e culturale.

#### Sulaymán ben Hud al-Musta'in. Inizio della dinastia hudí
Sulaymán ben Hud al-Musta'in si distinse nell'esercito di Almanzor e durante il periodo tugibide fu a capo dei governi di Tudela e Lérida, solo relativamente soggetto al re di Saragozza. In un momento di disordini e di vuoto di potere, il prestigio di Sulaymán nella zona lo rese ben accolto nella Zuda, la fortezza del governatore di Saragozza, e approfittò della circostanza per conquistare l'affetto del popolo di Saragozza. Assunse il potere in tutta l'area e lo assicurò installando i suoi figli come governatori dei distretti di Huesca, Tudela e Lérida.
Egli si alleò con Ferdinando I di León per cercare di estendere i suoi territori alle aree dell'attuale provincia di Guadalajara, di fronte all'opposizione della taifa di Toledo, che cercava García de Pamplona come alleato, essendo questi alleati cristiani figli di Sancho il Maggiore. Queste alleanze furono raggiunte in cambio di pagamenti annuali, così sia Toledo che Saragozza iniziarono a pagare tributi ai regni cristiani, una circostanza che avrebbe progressivamente indebolito il loro potere economico, militare e politico a beneficio dei regni settentrionali.
Il primo re hudí di Saragozza morì nel 1047, ma già prima cominciarono ad avvertirsi propositi secessionisti dei suoi cinque figli, che finirono per rendersi indipendenti e a coniare moneta propria: a Lleida Yúsuf al-Muzáffar, a Huesca Lubb (Lope), a Tudela Múndir, a Calatayud Muhámmad e a Saragozza Áhmad al-Muqtádir, che alla fine impose il suo potere in queste guerre fratricide.

#### al-Muqtádir bi-L-lah: lo splendore politico
al-Muqtádir riuscì a riunire sotto il suo regno le terre disgregate dopo il riparto dei dominii di Saragozza tra i suoi fratelli, fatti da suo padre Sulaymán ben Hud al-Musta'in. Solo Yúsuf, governatore di Lleida, resistette per più di trent'anni finché venne fatto prigioniero nel 1078.
Grazie all'annessione a Saragozza della taifa di Tortosa (che già era stata distretto della Marca Superiore) nel 1060, prese l'avvio l'apogeo militare politico e culturale di questa città, che, nella seconda metà dell'XI secolo, era paragonabile alla Siviglia di al-Mutámid. I suoi confini giunsero fino a sud est quando, a partire dal 1076, aggiunse al suo dominio la taifa di Denia e ottenne il vasallaggio di Valencia, governata dal re-marionetta imposto da Toledo, Abu Bakr.
Nonostante questo Saragozza apparve sempre in una posizione delicata, coinvolta in interminabili lotte per le terre limítrofe dell'extremadura navarrese e castigliana, nelle zone di influsso di Tudela e Guadalajara, e minacciata gravemente nel nord dal Regno d'Aragona di Ramiro I, fino al 1063, e di Sancho Ramírez dopo.
Ramiro I di Aragona cercò ripetute volte di appropriarsi di Barbastro e Graus, luoghi strategici che formavano un cuneo tra i suoi territori. Nel 1063 assediò Graus, ma lo stesso al-Muqtádir, a capo di un esercito che comprendeva un contingente di truppe castigliane al comando di Sancho el Fuerte, che aveva tra i suoi ospiti un giovane castigliano di nome Rodrigo Díaz de Vivar, riuscì a respingere gli Aragonesi, che persero in questa battaglia il loro re Ramiro I. Il loro successo non sarebbe durato a lungo, poiché il successore al trono di Aragona, Sancho Ramírez, con l'aiuto delle truppe delle contee franche ultra-pireneiche, prese Barbastro nel 1064 che fu considerato uno dei primi richiami alla crociata.
L'anno seguente, Áhmad al-Muqtádir reagì sollecitando l'aiuto di tutto al-Ándalus, chiamando a sua volta alla Jihād e tornando a recuperare Barbastro nel 1065. Questo trionfo permise al re di Saragozza di ottenere il soprannome di "al-Muqtádir bi-L-lah" ("poderose grazie ad Allah").
Ad ogni modo, il regno di Aragona appariva una realtà emergente e, quello stesso anno del 1065, espugnò il castello di Alquézar. Per opporsi al-Muqtádir firmò dei trattati, nel 1069 e nel 1073, con la Sancho il di Peñalén, re di Pamplona, con i quali ottenne l'aiuto di Navarra. Ciò nonostante questa fruttifera alleanza durò poco, e Sancho IV di Pamplona venne assassinato a Peñalén nel 1076 vittima di una congiura politica ordita dai suoi fratelli. Alla sua morte Sancho Ramírez di Aragona venne proclamato anche re di Navarra e l'unione di questi regni si prolungò per quasi 60 anni.
Tali conflitti costrinsero tanto al-Muqtádir quanto Yúsuf di Lleida a pagare nuovi tributi ai loro vicini cristiani, specialmente al poderoso Alfonso VI di León e Castiglia. Questa politica di alleanze non fu sufficiente e il suo successore, al-Mutaman si dovette servire di un mercenario castigliano che era stato esautorato dal suo signore: Rodrigo Díaz di Vivar, conosciuto poi come "El Cid", che deriva dell'arabo andaluso "síd" (signore). Questo trattamento di rispetto, che con il tempo si trasformò in appellativo, potrebbe aver avuto origine nei suoi cinque anni di servizio (dal 1081 al 1086) a capo delle truppe della taifa di Saragozza.
Per quanto riguarda il levante, Valencia era governata da Abú Bakr. Era un regno debole, subordinato, fino al 1075 a al-Mamún di Toledo e dopo ad Alfonso VI, che ambiva alla conquista di Toledo e Valencia. Il re di Saragozza considerava Valencia un territorio strategico e dopo aver ottenuto Tortosa (1060) e Denia (1076) decise di appropriarsi di Valencia, poiché era vitale connettere i suoi territori. Dopo la spedizione di successo a Denia, al-Muqtádir si accinse a dominare Valencia. Abú Bakr si dichiarò suo vassallo, con il quale Saragozza riuscì a collegare i suoi territori.
Ciò nonostante, per ottenere la neutralità di Alfonso VI, al-Muqtádir dovette pagare dei tributi ai "leonés", che già avevano pensato di occupare Toledo. Il piano includeva compensare il re espulso con la taifa di Valencia. Tutto ciò gravava ancora di più sulla bilancia della politica estera della taifa saragozzana. Per tutto ciò, Saragozza non poté esercitare il suo potere di fatto, e dovette mantenere il re-marionetta Abu Bakr a Valencia, stabilendo il suo dominio tramite un patto di vassallaggio. Occorreva inoltre considerare oltretutto che una conquista militare e un'occupazione diretta del potere valenciano avrebbe potuto originare la reazione di tutti i regni, tanto cristiani che musulmani, che aspiravano a ottenere Valencia in questo difficile gioco di diplomazia, sospettosi dell'eccessivo potere che al-Muqtádir avrebbe accumulato.

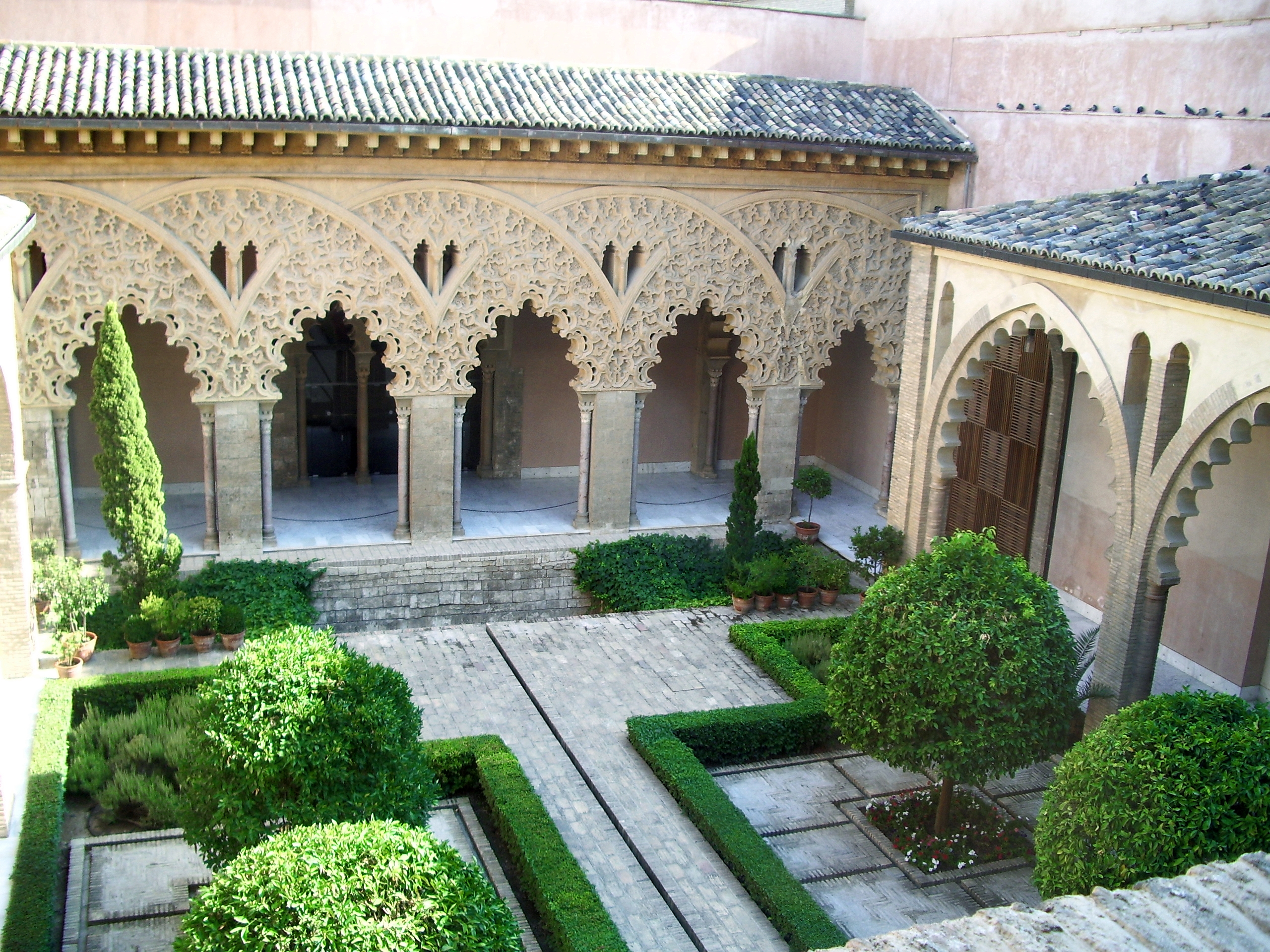
Cortile del Palazzo dell'Aljafería

Oltre alla grandezza politica e militare, al-Muqtádir riuscì a fare di Saragozza una corte saggia in seguito alle sue ampie iniziative artistiche e culturali. Come esplicazione dello splendore del suo regno fece erigere un palazzo-fortezza, l'Aljafería, sulla spianata di Saragozza, a La Almozara, dove si tenevano le parate militari. "Al-yaafariya" deriva dal suo primo nome, Al-Jaáfar.
Questo palazzo divenne la sede della sua corte, e nei suoi saloni si sviluppò un importante centro di cultura nel quale accorsero intellettuali e artisti di tutte le parti di al-Andalus. Successivamente, in epoca di dominio almoravide, costituì un rifugio di tolleranza e mecenatismo per coloro che fuggivano dai fanatismi, dovuto alla sua ubicazione più settentrionale e alla sua relativa indipendenza politica dal potere centrale.
Fiorirono poeti, musicisti, storici, mistici e, soprattutto, nacque la più importante scuola di filosofia dell'islam di al-Andalus; la prima che introdusse pienamente la filosofia di Aristotele e si conciliò con la "fitna" e la sapienza islamica, lavoro che, avviato in Oriente da Ibn Sinna (Avicenna) e al-Farabi, venne sviluppato con un criterio indipendente d Ibn Bayya, l'Avempace dei cristiani. Il lavoro di Avempace fu il punto di partenza della filosofia ispano-araba: il suo pensiero fu seguito da Ibn Rushd (Averroè) e, nella cultura ebraica, da Maimonide.

#### al-Mutaman. Il re saggio
Il suo successore, Almutaman ereditò da al-Muqtádir, nel 1081, la parte occidentale della taifa, che comprendeva Saragozza, Tudela, Huesca e Calatayud, rimanendo a suo fratello Múndir la zona costiera del regno (Lleida, Tortosa e Denia). Risulta questa l'epoca in cui è ben documentato il servizio del Cid alla corte hudí: era stato esiliato nel 1081 dalla Castiglia per aver compiuto incursioni nei territori della taifa di Toledo contro gli interessi di Alfonso VI, di cui Toledo era allora tributaria.

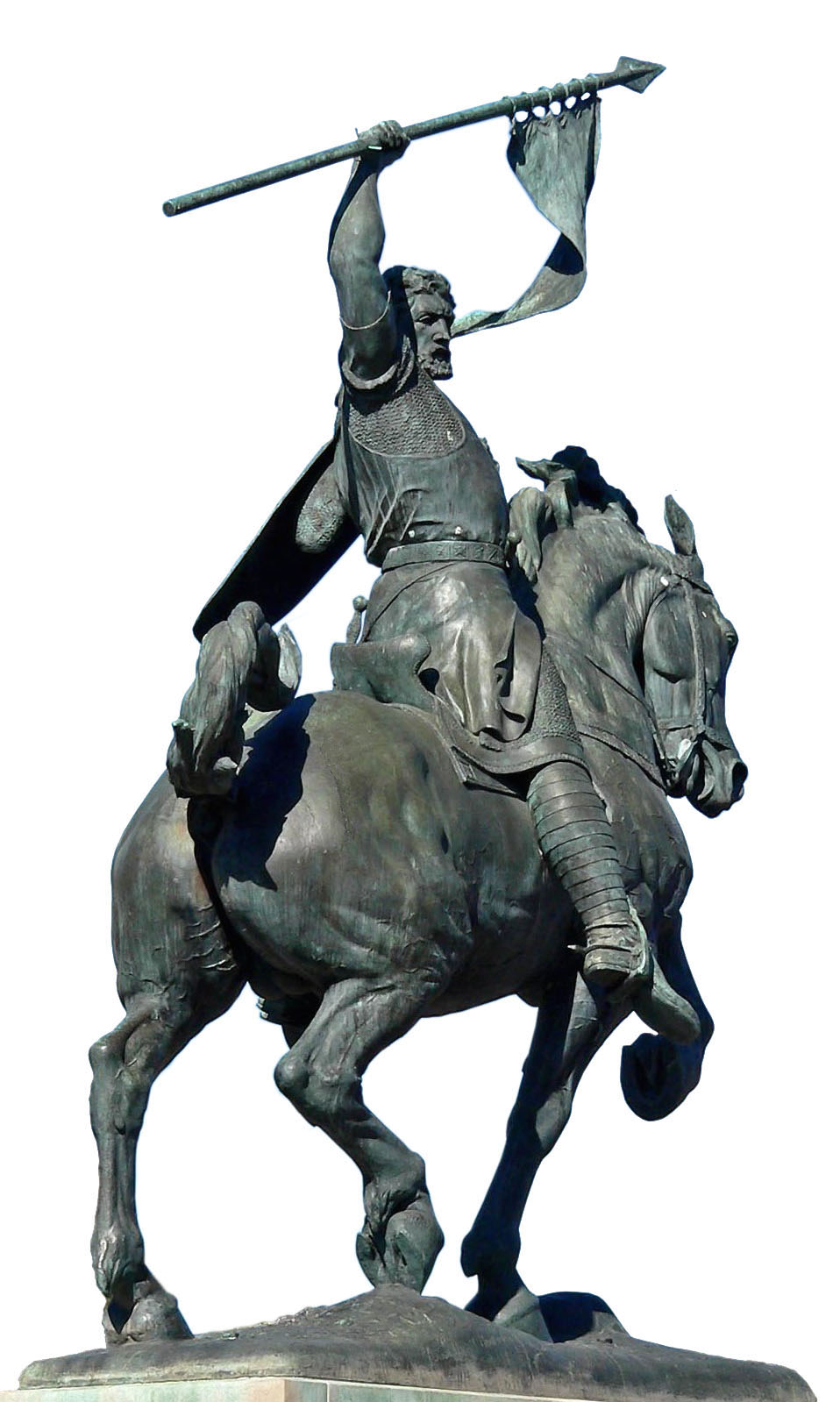
El Cid combatté al servizio di al-Mutaman tra il 1081 e il 1086.

Nel 1081, la spinta del re aragonese Sancho Ramírez fu considerevole, riuscendo a minacciare i confini della taifa di Saragozza da nord. Per resistere, Almutamán si affidò ai servizi delle truppe mercenarie di El Cid, che erano già state al servizio di Al-Muqtádir nei suoi ultimi anni di vita.
El Cid ricevette oltretutto l'incarico di reincorporare in Saragozza i territori orientali del suo parente Mundir di Lleida, alleato degli Aragona. Gli scontri nella striscia frontaliera furono costanti, ma nessuno dei due fratelli riuscì a riunificare il territorio paterno.
Il Cid continuò a combattere al servizio di al-Mutaman (o al-Mutamin) fino al 1086, momento nel quale Saragozza era assediata da Alfonso VI. Se il Cid ruppe i contatti con al-Mutaman a causa di un conflitto di interessi personali tra la difesa di Saragozza e il servizio al suo signore, o se fu abrogato il suo esilio, dall'apprezzamento da parte di Alfonso sull'utilità di avere tale cavaliere nel suo esercito, è qualcosa che ancora non è chiaro.
Rodrigo continuò ad operare per gli aragonesi fino al 1083, anno nel quale Sancho Ramírez conquistò posizioni importanti della linea di fortificazioni che proteggevano le città della taifa di Saraqusta (come riportata dalle fonti coeve), come Graus (che minacciava Barbastro) nella zona orientale, Ayerbe, Bolea e Arascués (che mettevano in pericolo Huesca), e Arguedas, che puntava alla conquista di Tudela.
Le relazioni di Saragozza con il suo protettorato, Valencia, vasallo di Saragozza da 1076, si strinsero mediante alleanze matrimoniali, poiché al-Mutaman sposò la figlia di Abú Bakr di Valencia. Celebrate le nozze a gennaio del 1085, il legame durò poco, poiché Abú Bakr si spense a giugno e al-Mutaman in autunno. Questo, assieme al fatto che Alfonso VI prendeva quello stesso anno Toledo, rese inutile il patto di vasallggio che si era stabilito con Saragozza. Così, il regno di Saragozza rimaneva spezzato, senza connessione con il suo possesso di Denia e interrompeva, d'altro lato, l'asse di comunicazione naturale (Saragozza-Calatayud-Guadalajara-Toledo) con il resto di al-Andalus.
al-Mutaman fu anche un re erudito, protettore delle scienze, della filosofia e delle arti continuando il lavoro di suo padre, al-Muqtádir, di creare una corte di saggi che aveva come sede il bel palazzo dell'Aljafería, chiamato, in questa epoca, il «palazzo dell'allegria» (Qasr a il-Surur). Lui stesso fu un esempio di re saggio, specie nel campo dell'astronomia e della filosofia. Profondo conoscitore della matematica, si conserva un suo trattato, il Libro de la perfección y de las apariciones ópticas (Kitab a il-Istikmal), nel quale propone dimostrazioni più eleganti di quelle che fino ad allora si conoscevano a complessi problemi aritmetici, oltre a formulare per prima volta il Teorema di Ceva.

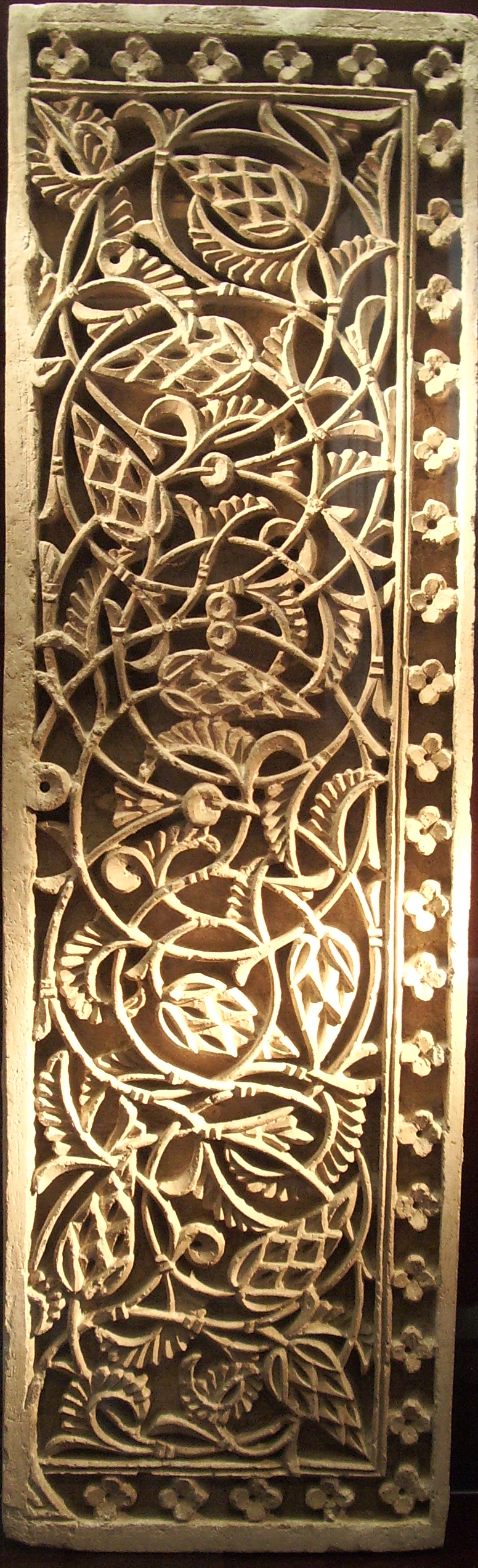
Atauriques. Arte taifa.

#### al-Mustaín II: la taifa molestata
Alla sua morte gli succedette il figlio Áhmad al-Mustaín II. Erano anni in cui era già assai importante l'avanzata degli aragonesi verso il basso e nelle regioni di Huesca, e a ciò si aggiunse il fatto che il resto della taifa, impegnata in guerre interne, e indebolita dopo la conquista di Toledo da parte del potente Alfonso VI, non poteva prestargli appoggio. Di fronte a questa situazione, al-Mutámid di Siviglia chiese ai re di Badajoz e Granada di unirsi a lui nel richiedere l'intervento di Yūsuf ibn Tāshfīn, emiro degli Almoravidi, che venne in aiuto della taifa ispanica e riuscì a sconfiggere la coalizione di Regni cristiani, guidata da Alfonso VI nel 1086 nella battaglia di Sagrajas. Questa sconfitta liberò per un certo periodo Saragozza dalle pressioni dei cristiani, poiché nel 1086 la città fu assediata da Alfonso VI, che dovette revocare l'assedio per fronteggiare gli Almoravidi.
Nel 1090 l'impero almoravide riunificó le taifa come protettorati sottoposti al potere centrale di Marrakech destituendo tutti i re delle taifa tranne a al-Mustaín, che conservò buone relazioni con gli almoravidi. Grazie a questo e al fatto che Saragozza era un avamposto di al-Andalus contro i cristiani, al-Mustaín II poté rimanere un re indipendente.
A nord, l'Aragona continuava la sua avanzata. Monzón cadde nel 1089, Balaguer nel 1091 e Huesca nel 1096. Per cercare di opporsi al regno di Aragona, al-Mustaín dovette pagare forti tributi al suo protettore, Alfonso VI.
al-Mustaín II riuscì a mantenere un difficile equilibrio politico tra due fuochi, ma nel 1110 venne sconfitto e morì nella battaglia di Valtierra, vicino a Tudela, ad opera di Alfonso I il Battagliero, che già aveva preso Ejea e Tauste.

#### Abdelmálik o l'ultimo pilastro della dinastia
Abdelmálik, il nuovo erede, adottò il titolo onorifico di "Imad a il-Dawla" (Pilastro della dinastia), ma non riuscì a ostacolare la pressione di cristiani e almoravidi: per difendersi arrivò ad essere in pratica un vasallo della Castiglia. La parte almoravide, più fondamentalista degli ispano-musulmani, non vide bene tale situazione. Così, lo stesso anno 1110, i sostenitori degli almoravidi consegnarono la città. Abdelmálik fuggì e si rifugiò nell'inespugnabile Rueda, dove rimase a molestare il governo Almoravide. Con lui terminò la dinastia hudí nella taifa indipendente di Saragozza.

### Il governo almoravide e la conquista cristiana

#### Muhammad ibn al-Hayy, governatore almoravide
La parte Almoravide di Saragozza si rivolse a Muhammad ibn al-Hayy, governatore di Valencia, per assumere il governo della città, cosa che fece prendendo possesso dell'Aljafería nel 1110. Con ciò, fu raggiunta la massima espansione dell'impero Almoravide, il cui confine a nord seguiva all'incirca i corsi dei fiumi Tago ed Ebro. Muhammad ibn al-Hayy governò dal 1110 al 1115, cercando di contrastare l'avanzata di Alfonso I il Battagliero.

#### Ibn Tifilwit: il canto del cigno della cultura andalusa
Gli succedette per due anni l'emiro Ibn Tifilwit, che si circondò di un ambiente di poeti e filosofi fuggiti dal fondamentalismo del sud per dedicarsi alla vita di corte. L'ultimo dei saggi governatori nominò Gran Visir Avempace, una carica equivalente all'odierno ruolo di capo di governo. Alla morte di Ibn Tifilwit, nel 1117, la reggenza di Saragozza fu gestita, per alcuni mesi, dal governatore di Murcia. Nel marzo 1118, Alfonso I il Battagliero, con l'aiuto di crociati francesi e ordini militari, pose l'assedio a Saragozza da alcune posizioni avanzate, come il castello di Miranda, il castello di Juslibol e El Castellar, precedentemente fortificato da Pedro I. L'assedio culminò a fine d'anno. Gli Aragona conquistavano così l'onorata Saragozza.

## Società, economia e cultura

### Società

#### Urbanistica
Medina di Saragozza
     Judería
     Quartieri mozarabici
     Arrabal
     Zoco
     Almusara

Mappa di Saraqusta
1. Moschea Bianca (Aljama) / 2. La Zuda / 3. Porta di Alcántara / 4. Porta di Toledo / 5. Porta Cinegia / 6. Porta dell'Alquibla (o di Valencia) / 7. Porta di Sancho / 8. Porta del Portillo / 9. Porta di Baltax / 10. Porta dei Santi Corpi / 11. Porta di Tenerías / 12. Palazzo dell'Aljafería (Alcazaba)
Medina di Saragozza
Judería
Quartieri mozarabici
Arrabal
Zoco
Almusara

L'islam era una cultura predominantemente urbana, che cercava di costruire le sue città sulle rive dei fiumi, e pertanto la base della sua economia era agricola, distinguendosi nella coltivazione irrigua. Per questa ragione si rifiutavano di costruire in quota e, in questo modo, non occupavano efficacemente le aree dei Pirenei, nelle quali si limitavano a controllare il traffico di persone e merci attraverso passaggi fortificati all'imbocco delle valli. È per questo motivo che i nobili e gli ecclesiastici cristiani, che erano quelli che avevano più da perdere dall'arrivo dell'Islam, si stabilirono nel nord, dove iniziarono a organizzare monasteri e chiese attorno ai quali si sarebbe sviluppato ciò che sarebbe stato conosciuto prima come Contea di Aragona (Marca Ispanica dipendente dall'Impero Carolingio) e successivamente come Regno d'Aragona.

I musulmani avevano occupato le città già esistenti, anche se molto deteriorate, del basso impero romano e della civiltà visigota, restituendole a un nuovo splendore. Fu il caso di Huesca, Tarazona, Calahorra e, ovviamente, di Saragozza. In altri casi fondarono nuove città come Tudela, Calatayud, Daroca o Barbastro.

Fin dalla sua fondazione romana, Saragozza era stata la città più importante della media valle dell'Ebro e ha mantenuto la sua posizione di capitale di questa regione fino ad oggi. Saragozza era una delle città più importanti e popolose di al-Andalus, più grande di Valencia e Maiorca e superata solo da Cordova, Siviglia e Toledo. Lo attesta il famoso geografo al-Idrisi, descrivendo la città di Saragozza, chiamata Medina Albaida (cioè "la città bianca"), non solo per i suoi intonaci di calce, ma per la presenza sulle sue mura, di palazzi ed edifici realizzati con il materiale più utilizzato nella loro costruzione: l'alabastro. 

#### Demografia
Quando giunsero gli arabi, il centro abitato, pur mantenendo la cinta muraria romana, non era occupato in tutto il suo spazio intramurale e c'erano molte zone in rovina, come quella occupata dal teatro romano, già smantellata. In siffatto contesto, all'inizio dell'VIII secolo, si comprende perché la città non raggiungeva le 10 000 anime.
A causa della priorità urbana della civiltà islamica, Saragozza assistette a una lenta crescita demografica durante l'VIII e il IX secolo, ma solo durante il dominio della dinastia Banu Qasi, a metà del IX secolo, la popolazione crebbe così tanto da abitare i primi borghi fuori le mura. Tale sviluppo è spiegato dall'allargamento, nell'856, della moschea Aljama. Nel X secolo l'agglomerato, secondo una stima del calcolo per ettaro dell'intera medina, passò da 15.000 abitanti all'inizio del califfato, a 18 000 o 20 000 alla fine.
Ad ogni modo, l'aumento più consistente avvenne con l'indipendenza della taifa per tutto l'XI secolo. Nel 1023, con l'intero spazio della città romana già occupato, si rese necessario un ultroneo ampliamento della moschea, e le periferie furono estese su tutto il perimetro abitabile della città fuori dalla medina, al punto che si dovette erigere una seconda cinta muraria realizzata con fango, la quale presentava degli ingressi che coincidono con le attuali Puerta del Duque de la Victoria, Puerta del Carmen e El Portillo. In quell'epoca esistevano diversi sobborghi situati a sud (sobborgo di Sinhaya, che prese il nome dalla tribù berbera che vi si stabilì, attualmente Puerta Cinegia), a est (sobborgo di Las Tenerías, o quartiere dei conciatori) e a nord della città (sobborgo di Altabás, dall'altra parte del ponte, sulla riva sinistra dell'Ebro, dove si trovavano i macellai e il mattatoio): si riuscì a raggiungere i 25.000 abitanti sotto al-Muqtádir nella seconda metà dell'XI secolo.

#### Gruppi di popolazione. La convivenza di culture

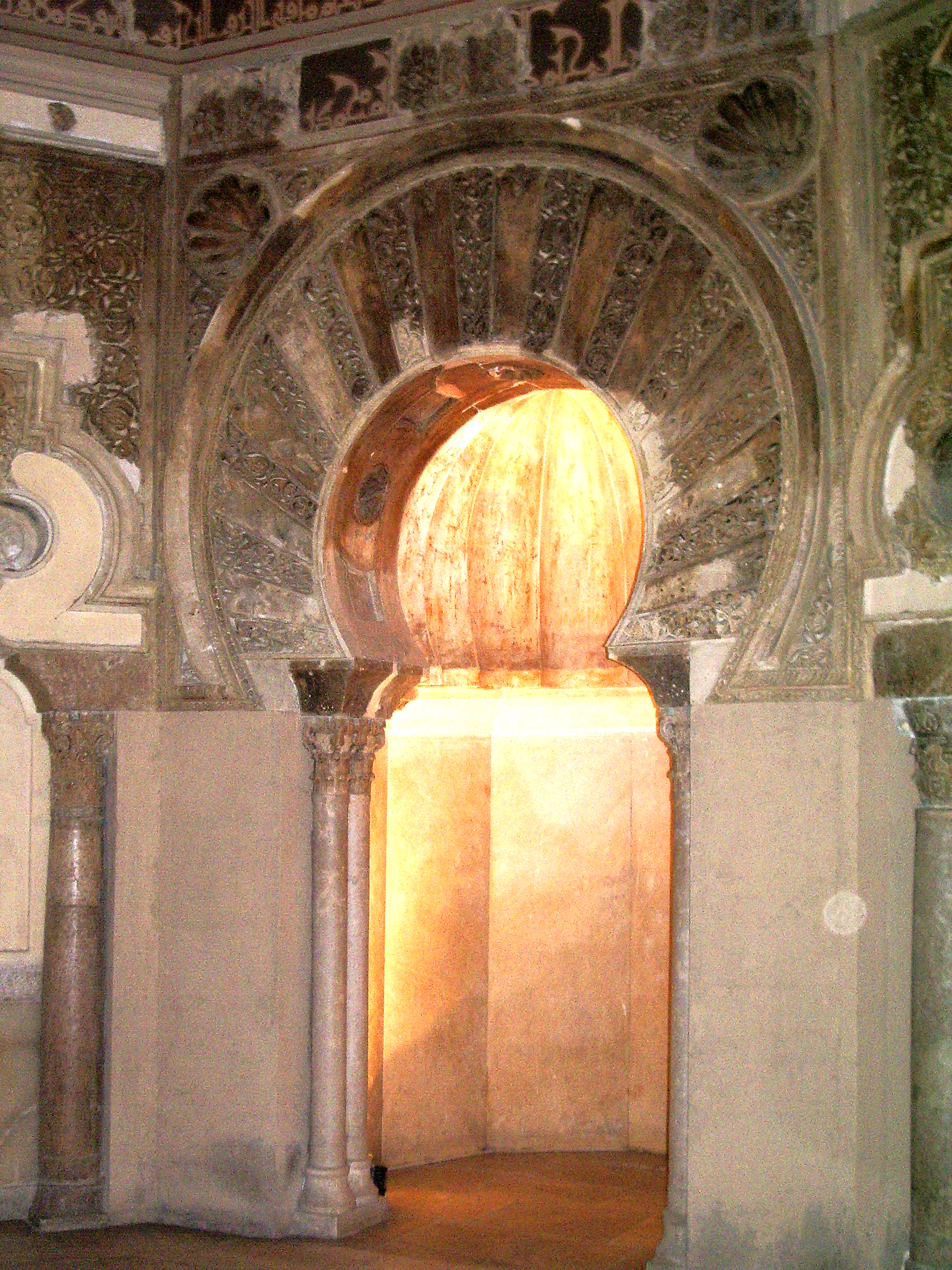
Arco del Miḥrāb dell'Aljafería

Gli abitanti della città di Saragozza appartenevano a distinti gruppi etnici. La classe dominante ("jassa"), non molto numerosa, era quella dei lignaggi arabi del sud o yemeniti, anche se c'era un gruppo di arabi del nord o siriani, che nel primo secolo di dominazione araba, aspirò a dominare la taifa. Il contingente berbero all'inizio non era molto numeroso, e si stabilì oltre che a Saragozza, soprattutto (nel tempo) nell'arrabal di Sinaya (all'esterno della porta Cinegia o di Toledo) e in assestamenti dispersi come Mequinenza, Oseja, Fabara e altri.
Poiché i nuovi arrivati musulmani erano pochi, si rendeva a favorire la conversione all'islam con la garanzia dell'esenzione dalle tasse, in quanto proibito dalla legge coranica. Questo grande gruppo, composto da tutti i tipi di cristiani, dai lignaggi dell'antica discendenza romana ai contadini, mercanti e artigiani, adottò il nuovo credo e finì per comporre il gruppo sociale dei muladi: alcune famiglie abbastanza influenti talvolta accedettero al potere e si comportarono anche come governatori indipendenti, dal IX secolo, come nel caso dei Banu Sabrit o dei Banu Qasi, i quali, originari di Alfaro e governatori di Tudela, arrivarono a dominare l'intera media valle dell'Ebro, governando un esteso territorio con capitale Saragozza.

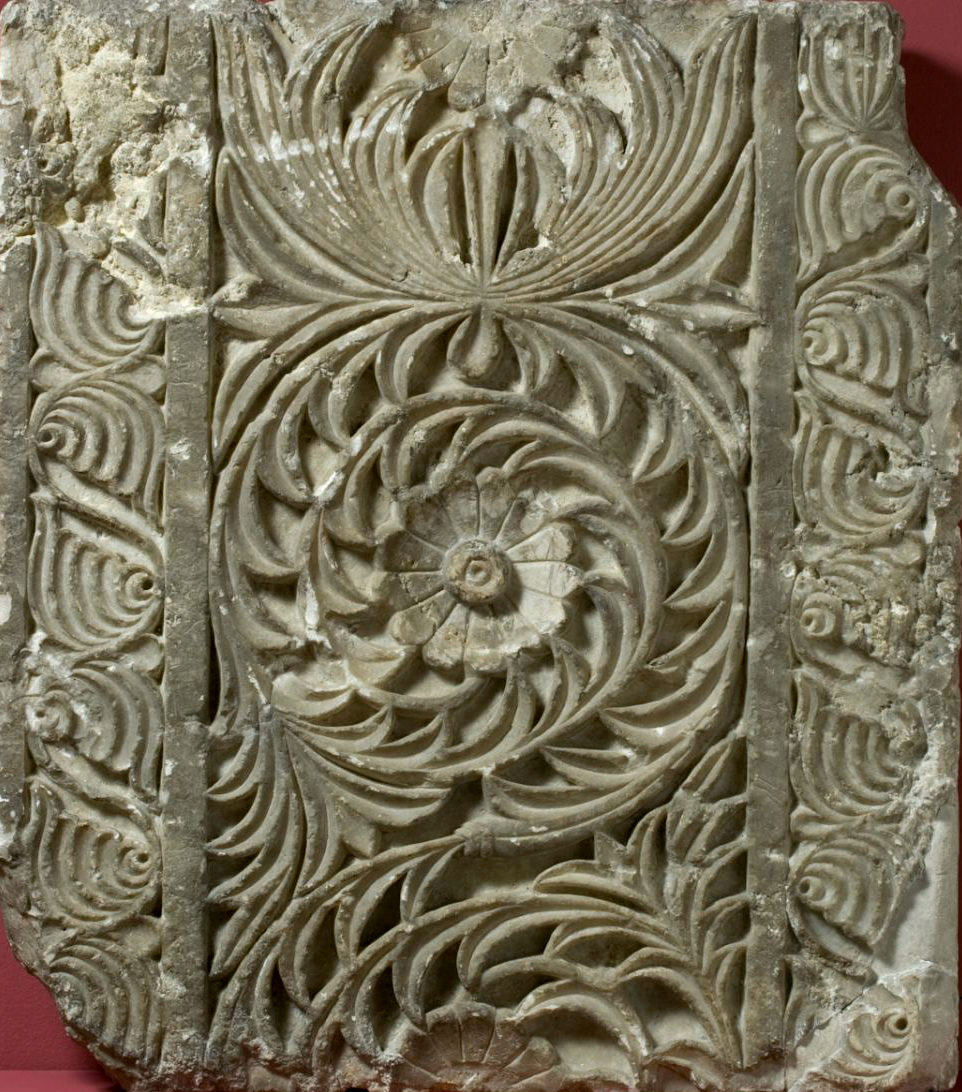
Timbro mozarabico di alabastro, X secolo. Ritrovato nella piazza del Pilar.

Gli ebrei, perseguitati durante l'epoca visigota, migliorarono molto la loro situazione, dedicandosi soprattutto al commercio, alle finanze, alla politica e alla cultura. La loro lingua e abitudini avevano punti di contatto con quelle dei maomettani, e di fatto, quasi tutti parlavano la lingua araba. Il quartiere ebraico di Saragozza occupava l'angolo sud-est della medina, tra il sito del teatro romano e quella che oggi è la confluenza tra l'arena superiore e quella inferiore.
Quanto ai cristiani rimasti fedeli alla loro religione, detti mozarabici, che godevano di una certa autonomia giuridica e delle proprie autorità religiose, pur dovendo pagare le tasse, occupavano un'area nel settore nord-occidentale della città situata tra le vicinanze del palazzo del governo o palazzo della Zuda e la chiesa di Santa Maria, oggi conosciuta come la basilica del Pilar. Avevano due chiese che, a quanto pare, furono mantenute durante i 400 anni di dominio musulmano. La suddetta Chiesa di Santa Maria Vergine, e quella delle Sante Messe, situata fuori le mura, che mantenne la tradizione degli innumerevoli martiri di Saragozza e che sarebbe poi diventata il monastero e la chiesa di Santa Engracia. Forse intorno a questa chiesa c'era anche una comunità mozarabica. I musulmani rispettarono la comunità cristiana durante tutto questo tempo, permettendo loro di mantenere i loro costumi, religione, culto, istituzioni ecclesiastiche e legali durante questi quattro secoli. Ci sono prove solo di uno scontro, nell'anno 1065, in cui la lotta per Barbastro infiammò rispettivamente gli spiriti della crociata e della jihad, e la Saragozza mozarabica dovette essere protetta da al-Muqtádir.

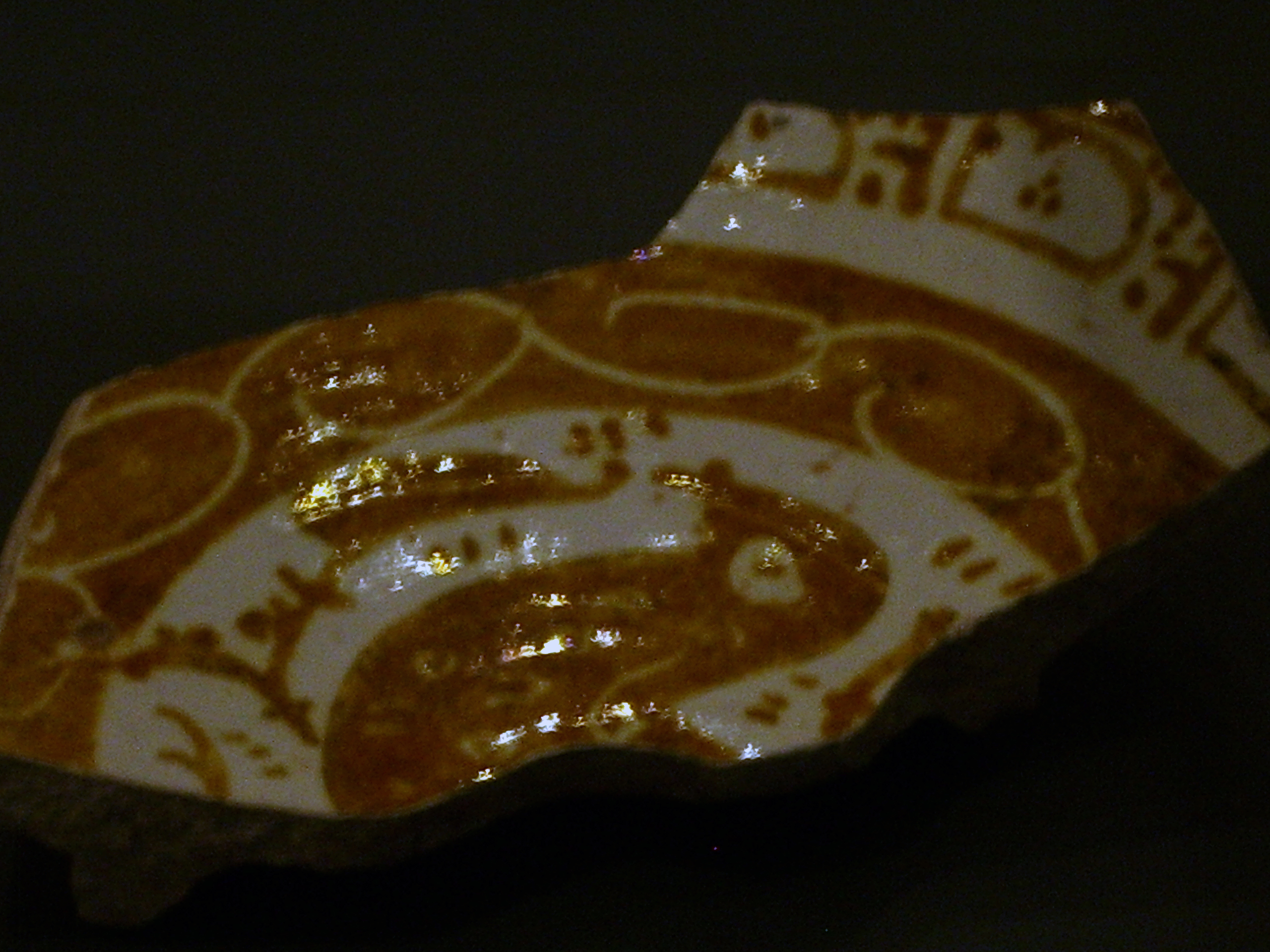
Terracotta smaltata con smalto dorato. Saragozza, XI secolo (Museo del Teatro Romano di Cesaraugusta).

### Economia
Un'idea della forza e dell'iniziativa economica di Saragozza la si può dedurre dal fatto che la dinastia tugibide fu la prima ad emettere valuta in una taifa indipendente dopo la scomparsa del califfato. Yahya al-Muzaffar coniò dinari nel 1024 con il motto "Al-Hayib Mundir". Questo Yahyá ibn Mundir, in questo modo, rivendicava il titolo di "hayib" (ciambellano, maggiordomo, intendente), lo stesso che aveva legittimato il potere di Almanzor. Il figlio aveva già adottato sulle sue monete il soprannome associato al grado califfale di Mu'izz al-Dawla e la qualifica, ad uso esclusivo dei califfi, di "Nabil".
Oltre alle zecche tugibidi, solo quelle degli Hammudi di Malaga e Algeciras coniavano dinari d'oro, una pratica che continuò a Saragozza con gli Hudi, sebbene la moneta d'oro fosse riservata, nella seconda metà dell'XI secolo, alle grandi transazioni o pagamenti di tributi statali, che portarono all'arricchimento dei regni cristiani vicini, che in quel momento usavano il dinaro d'argento e il dirhem come valuta abituale, sebbene, almeno in Aragona, a volte sotto i nomi di mancuso, solido o miktal, di oro e argento.

#### Agricoltura
I geografi maomettani sottolineavano l'abbondanza e la fertilità del giardino di Saragozza, a cominciare dalla sua posizione privilegiata alla confluenza dei fiumi Gállego e Huerva con l'Ebro. Così lo descriveva al-Qalqasandi:

Saragozza si presenta come una macchiolina bianca al centro di un grande smeraldo (riferito al muro della medina circondato dai suoi frutteti), su cui scorre l'acqua di quattro fiumi, che la fa apparire come un mosaico di pietre.
al-Qalqasandi, Subh al-asa fi sina'at al insa

Oltre alle sue colture orticole, di grande abbondanza e basso costo di produzione, che venivano trasportate da chiatte attraverso l'Ebro, i cereali erano coltivati nelle pianure di Almozara e nelle aree suburbane situate tra le mura difensive e quelle di pietra della medina. Molto famose erano le prugne saraqustíes (una varietà che ha ricevuto il nome della città) e la saraqustiya bontroca, una pianta del genere betonica con proprietà medicinali.

#### Industria
Per quanto riguarda l'industria, si distingueva per la concia delle pelli, essendo molto conosciute in tutto l'Islam le "pelize Zaragoci" che, secondo al-Udri, erano "di taglio elegante, con ricami perfetti e consistenza ineguagliabile", e aggiungeva che "non hanno rivali e non possono essere imitate in nessun altro paese al mondo". Non meno famosi erano i tessuti di seta ricamati e i tessuti di lino, sebbene questi ultimi fossero superati in fama dalle manifatture di lino della città di Lleida. 

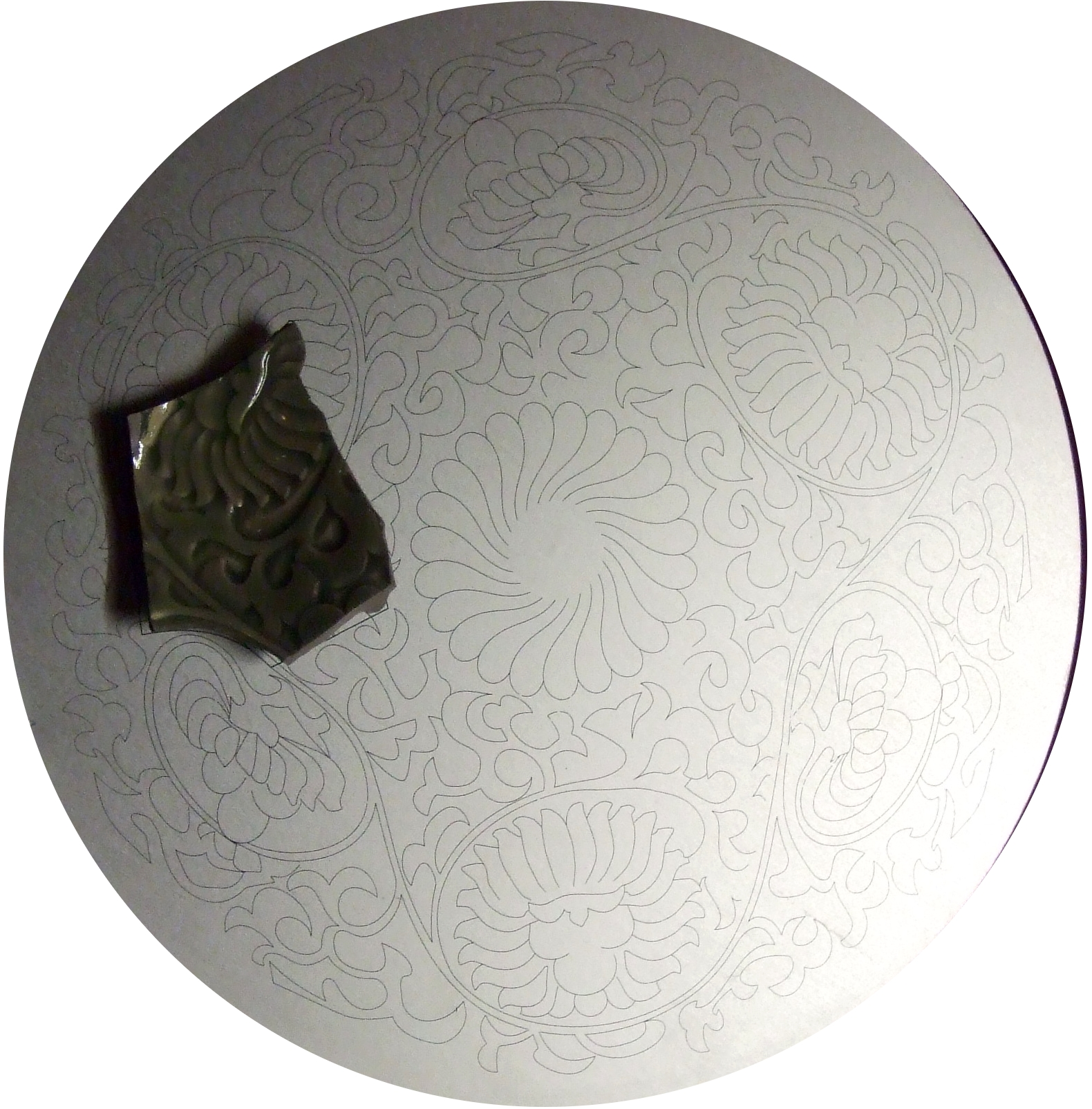
Frammento di piatto cinese di porcellana di Yaozhou, dinastia Song del Nord (960-1127), trovato nel palazzo dell'Aljafería.

Anche la ceramica era molto rinomata, in particolare la ceramica smaltata dorata o verde, un'industria in cui gareggiavano Calatayud, Barbastro, Albarracín (che era una piccola taifa indipendente) e la stessa Saragozza.
Per quanto riguarda l'industria metallurgica, già nella Chanson de Roldán, che si svolge a Saragozza, si lodano le spade, gli elmi e i gioielli del fantastico re Marsilio di Saragozza. Certamente le spade forgiate a Saragozza erano molto rinomate. Così lo erano le cotte di maglia e gli elmi di Huesca.

#### Commercio
La situazione di Saragozza come "porta di tutte le rotte" (cioè crocevia di tutte le strade) la rendeva privilegiata anche in termini di attività commerciale. Equidistante da Toledo, Valencia e l'uscita verso il mare attraverso Tortosa, la sua navigazione con le loro chiatte sull'Ebro, ne fecero la sede di importanti mercati, tra i quali spiccava il mercato degli schiavi, soprattutto dall'Est Europa (da "slavo" deriva il termine "schiavo"), conosciuto in tutto al-Andalus.
Nelle indagini archeologiche per il restauro del Palazzo dell'Aljafería, è stato trovato un piatto di porcellana cinese di lusso dell'XI secolo, che può dare un'idea della portata degli scambi commerciali nella Saragozza islamica.

### Cultura
La passione per la letteratura e la scienza nella taifa di Saragozza non fu inferiore a quella delle altre corti andaluse, diventando un centro di attrazione per importanti figure di altri territori, che trovarono nella Marca Superiore un ambiente accogliente grazie al patrocinio culturale dei suoi governatori e re. Molti di loro finirono per occupare la posizione di segretario-visir, e persino (come Avempace già sotto l'ultimo dei governatori Almoravidi), quella di gran visir, o capo del governo.
Tuttavia, a Saragozza, contrariamente a quanto accaduto alla corte sivigliana di al-Mutámid e dei suoi successori, non era la coltivazione della poesia il merito principale, ma quello della matematica, dell'astronomia e della filosofia, aree in cui non era solo il centro più importante di al-Andalus a quel tempo, ma di tutto l'Occidente.

#### La letteratura e la scienza in epoca tugibide

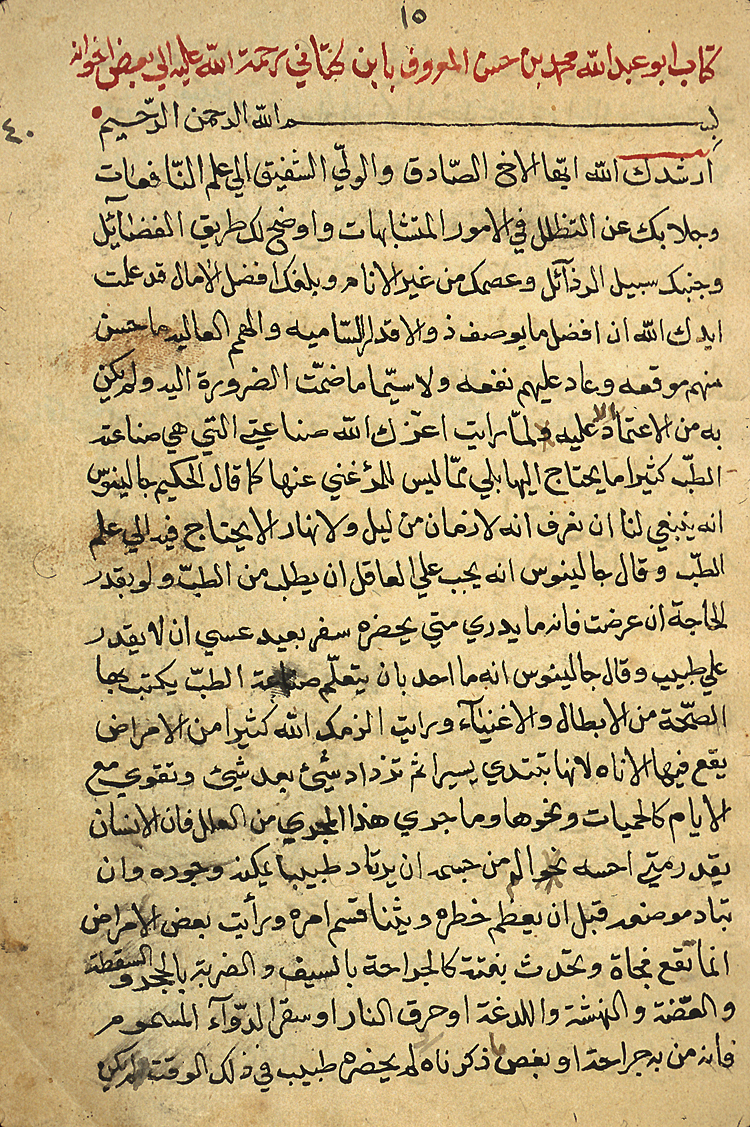
Trattamento delle malattie pericolose con sintomi epidemici, trattato di medicina di A il-Kattani.

Il primo re indipendente di Saragozza, al-Mundhir I, affermandosi al potere nel 1017, si dimostrò pronto ad attirare alcuni dei più brillanti scrittori fuggiti dal sud per porsi al riparo dalle guerre civili derivate dalla crisi del califfato. Anche prima delle rivolte, alla fine del X secolo, il famoso poeta Yusuf ibn Harun ar-Ramadi (morto nel 1022), un panegirista di Almanzor, si era stabilito a Saragozza,  e diffuse in questa città le mode liriche cordovane, indirizzando poetiche di lode ai tugibidi. Tra coloro che arrivarono a seguito delle scaramucce nel califfato, il poeta e filologo iracheno Said al-Bagdadi (morto nel 1026), insegnante di Ibn Hayyan e Ibn Hazm, e il poeta Ahmad ibn Muhammad ibn Darray al-Qastalli (958 -1030), arrivato a Saragozza nel 1018, che scriveva in uno stile prezioso, coltivando una poesia manierista ispirata al grande poeta neoclassico al-Mutanabbi. Ibn Darray al-Qastalli mise i suoi talenti elogiativi al servizio di Mundhir I e di suo figlio e successore, Yahya, fino alla sua partenza per Denia nel 1028.
Per quanto riguarda le scienze, Ibn Hasan al-Kattani († 1029), medico personale di Almanzor, si distinse e coltivò anche la logica, scrivendo diversi trattati sull'inferenza e la deduzione, guadagnando però fama per il suo Libro de las metáforas de las poesías de los andalusíes.
Anche il nucleo di pensatori e scrittori ebrei raggiungeva un dignitosissimo numero, se si pensa a personaggi come Yequtiel ben Ishaq, un poeta che divenne visir di Mundhir II o, il più importante di tutti i suoi correligionari di questo periodo, il filologo di Cordova, Marwan Yonah ben Yanah (990 circa-1050), emigrato a Saragozza tra il 1010 e il 1013. Ben Yanah fu medico e coltivò anche la filosofia. Conosceva profondamente l'arabo, l'ebraico e l'aramaico e compose un importante commento alla Bibbia in cui si vantava di dottrina e conoscenza linguistica. Aggiunse in appendice un dizionario in cui utilizzava risorse comparative (una scienza che non sarebbe stata sviluppata fino alla filologia diacronica comparatista del XIX secolo) e che è considerata l'apice della lessicografia ebraica medievale.
Tuttavia, l'eminenza della cultura semita della taifa di Saragozza di questo periodo era impersonata da ibn Gabirol (c.1020 - m. 1058), grande poeta e filosofo noto nel mondo cristiano come Avicebron, nato a Malaga ma cresciuto ed educato a Saragozza, dove studiò con Marwan Yonah ben Yanah fino al 1039, grazie al patrocinio di Yequtiel ben Ishaq, segretario e visir di Mundhir II. Scrisse sentite elegie sulla morte del suo maestro e andò a Granada in cerca della protezione di Yusuf ibn Nagrella.

#### Lo splendore culturale hudi
La cultura di Saragozza, durante il periodo della dominazione Hudi, raggiunse il suo massimo sviluppo, soprattutto nelle discipline matematiche e in filosofia. Già durante il regno di Sulaymán al-Musta'in I, si distinsero diversi matematici e astronomi, come Abd Allah ibn Ahmad as-Saraqusti (morto nel 1056) e il suo discepolo Ali ibn Ahmad ibn Daud o il Bilbilitan Ibrahim ibn Idris at- Tujibí (m. 1063).

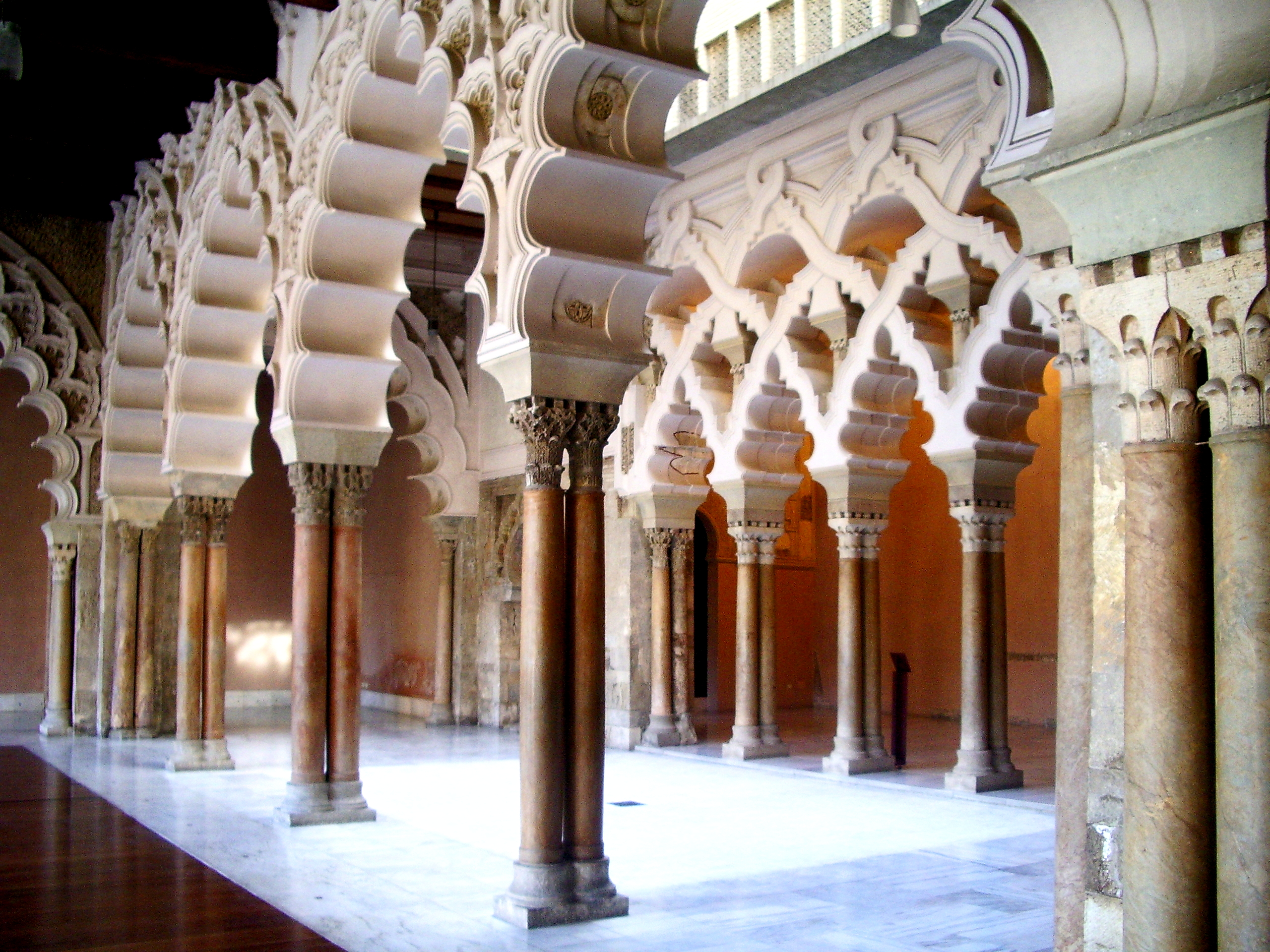
Sale dell'Aljafería, cenacolo di intellettuali.

Quanto agli intellettuali ebrei di questi anni, spiccavano il poeta satirico Moseh ben Yishaq ben at-Taqanah e Yusef ibn Hasday, che intorno al 1045 dedicò un panegirico a Ibn Nagrella.
Ad ogni modo, il massimo splendore della corte di Saragozza coincise con il suo splendore politico e si verificò nella seconda metà dell'XI secolo con i regni di al-Muqtádir (1046-1081), al-Mu'tamin (1081-1085) e al-Musta'in II (1085-1110), continuando con la reggenza Almoravide fino alla conquista cristiana nel 1118.
Furono gli anni dell'erezione de La Aljafería, nelle cui stanze pulsava il cuore della vita letteraria e scientifica del regno, grazie all'impulso dato dal mecenatismo del poeta, filosofo e matematico, re al-Muqtádir. Uno dei suoi funzionari di corte, Muladi Abu Amir ibn Gundisalb (o Gundisalvo), raggiunse il grado di gran visir e compose poesie encomiastiche e satiriche. Un altro dei suoi dotti visir fu il convertito ebreo all'Islam, Abu al-Fadl ibn Hasdai, che mantenne la sua posizione di gran visir sotto i successivi monarchi al-Mutamin e al-Mustain II. Nato a Saragozza intorno al 1050 e figlio del già citato poeta Yusef ibn Hasday, era un noto scrittore e oratore in arabo ed ebraico e vantava una vasta formazione letteraria, filosofica e scientifica. Entrò nella posizione di gran visir intorno al 1077 e la mantenne per circa 35 anni. "Katib" o segretario di al-Muqtádir fu Abu l-Mutarrif ibn ad-Dabbag, che eccelleva nel genere epistolare. Poeti di spicco della sua corte furono Abu abd as-Samad as-Saraqusti e Ibn as-Saffar as-Saraqusti.
In questo periodo, gli scrittori esiliati dalla loro taifa per vari motivi, spesso politici, fecero capolino anche alla corte di Saragozza. Uno dei primi fu Al-Bayi, che, di umili origini, primeggiò nel campo del diritto e divenne famoso per le sue eleganti epistole in prosa rimata scritte a nome del re e indirizzate a importanti personalità dell'epoca come il re di Siviglia, al-Mutádid, o quello di Toledo, al-Mamún. Alla morte del grande re al-Muqtádir, Al-Bayi gli rivolse un'elegia emotiva. Aveva studiato filologia e giurisprudenza a Saragozza per poi recarsi a Baghdad per completare la sua formazione per lunghi tredici anni. Mostrò la conoscenza della logica aristotelica e della filosofia pura, e il suo lavoro Risala-al-hudud (Trattato sui limiti) stabilì relazioni tra legge e tradizioni.
Il poeta Ibn al-Haddad coltivò la poesia eroica e panegirica, celebrando le vittorie di al-Muqtádir sul fratello Yusuf al-Muzaffar di Lleida (sicuramente quello che gli costò il trono intorno al 1080) e su Ibn Rudmir, cioè Sancho Ramírez, re d'Aragona (a cui prese diverse fortezze nel 1079 e 1080).
In campo scientifico si distinse il medico cordovano Amr ibn Abd al-Rahman al-Kirmani (c. 975-1066) che, durante le guerre civili, si recò a Baghdad e tornò ad al-Andalus attratto dalla fama di al-Muqtádir, vivendovi fino alla sua morte. al-Kirmaní, anche matematico e filosofo, pubblicò a Saragozza un'importantissima enciclopedia portata dall'Oriente, l'Enciclopedia de los Hermanos de la Pureza (paragonabile a L'Encyclopédie de Diderot e d'Alembert nell'Età dell'Illuminismo). Di radici sciite sviluppò tutti gli aspetti della conoscenza del tempo alla luce di un neoplatonismo filosofico mistico che influenzò tutti i filosofi di Saragozza, compreso Avempace.
Vicino alla corte e protetto da Ibn Hasday si guadagnò una discreta fama il grande filosofo ebreo Ibn Paquda (1040 circa-1110) che era un giudice religioso o "dayyan" della sua comunità di Saragozza. Compose una trentina di poesie liturgiche, alcune in metri arabi, ma si distinse soprattutto per la sua filosofia morale, argomento trattato nel suo libro scritto in arabo Kitab al-hidayah ila faraid al-qulub o Libro del buon cammino verso i doveri dei cuori, diffuso nella versione ebraica di Yehuda ben Tibbon con il titolo di Sefer torah hobot ha-lebabot o Libro della dottrina dei doveri dei cuori. Questo trattato, con componenti dottrinali, mistiche e ascetiche, ebbe una notevole influenza sull'evoluzione dell'etica ebraica, sia per il suo contenuto che per il suo stile.

Il teorema di Ceva, scoperto da al-Mutaman.

I successori di al-Muqtádir mostrarono una vocazione uguale o addirittura maggiore nel patrocinio di lettere e scienze. Suo figlio, al-Mutaman, superò il padre come matematico, scrivendo anche un trattato di geometria intitolato Kitab al-istikmal, o Libro di raffinatezza, in cui tentò di migliorare, a volte con successo, l'eleganza delle dimostrazioni di vari teoremi. Vale la pena ricordare il breve soggiorno a Saragozza (1082-1084) del famoso Ibn Ammar (l'Abenamar dei cristiani), amico e poeta aulico di al-Mutamid di Siviglia, che litigò con lui e lo uccise con le sue stesse mani l'8 novembre 1084. 
Il quarto monarca hudi, Al-Musta'in II, ospitò il poeta più importante di Saragozza dell'XI secolo, Al-Yazzar as-Saraqusti, noto per il suo mestiere e soprannome "Yazzar", cioè "il macellaio". Fu uno degli esempi dell'ascesa sociale della società andalusa, quando divenne poeta aulico e segretario-visir con al-Mutaman e al-Mustaín II. Scrisse elogi a questi re, ma si distinse soprattutto nel genere burlesco, in quanto autore di epigrammi noti, come quello in cui, lamentandosi con Ibn Hasday per la piccola ricompensa che aveva ottenuto per le sue poesie, esaltò la sua bassa occupazione di macellaio descrivendola come una parodia dello stile della poesia guerriera ed eroica.
Sono anche notevoli le sue dieci moaxajas, quasi tutte di tono lirico e soggetto amoroso, due delle quali includono Kharja o strofa finale scritta in andaluso romanzo. Questa lingua, un dialetto romanico del latino volgare, impropriamente battezzato come mozarabico, era parlata dagli arabi per comunicare con i cristiani e finì per incorporarla nella sua poesia con le innovazioni della lirica ispano-arabica dell'XI secolo.
Per quanto riguarda gli scrittori e gli scienziati ebrei, spiccava il medico Yonah ben Yishaq ibn Buqlaris, che nel 1106 compose un notevole trattato sulle medicine semplici, il Kitab al-Mustaini, o Libro di al-Mustaín (così chiamato perché dedicato al sovrano), in cui raccolse i nomi, in andaluso romanzo (la lingua chiamata erroneamente mozarabica), di numerose piante medicinali. Il poeta e filologo ebreo Levi ben Yacub ben at-Tabban fu uno dei grammatici più importanti e scrisse poesie inni e penitenziali, in cui si trova un curioso esempio di testimonianza delle sofferenze della comunità ebraica dopo la conquista di Alfonso I il Battagliero, che pone la sua morte oltre il 1118.

#### La continuità culturale con il governo almorávide

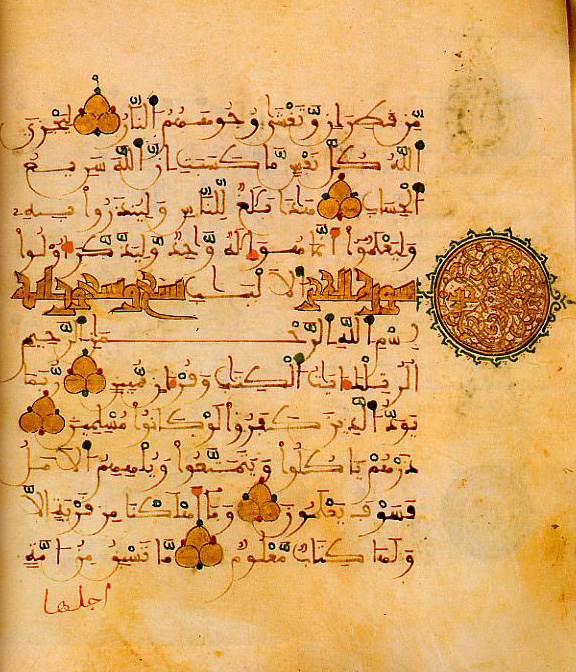
Corano andaluso.

L'occupazione Almoravide di Saragozza non prevedeva, a differenza di altre taifa andaluse, una profonda rottura della tradizione culturale, poiché la relativa autonomia dei governatori di Saragozza manteneva la continuità con la cultura arabo-spagnola prima dell'arrivo dei nuovi sovrani berberi. Infatti, il secondo governatore Almoravide, Ibn Tifilwit (1115-1117), ancora una volta si circondò di scrittori e scienziati e si stabilì nelle sale dell'Aljafería circondato dal lusso in una corte di poeti e filosofi, dove spiccavano Ibn Jafaya de Alcira (m. 1138) e Abu Bakr Muhammad ibn Yahya ibn Saig ibn Bayyá, cioè il grande filosofo andaluso Avempace.
Ibn Jafaya fu uno dei poeti più importanti del periodo Almoravide. Coltivò uno stile manierista in cui ricreava ambienti squisiti, come nelle descrizioni dei giardini che gli valsero il soprannome di Al-Yannan ("il giardiniere"). Dopo la conquista cristiana, si ritirò nelle sue fattorie levantine, dove condusse una vita lontana dalla politica e si dedicò allo sfruttamento dei suoi giardini e alla composizione di poesie. Il suo stile ebbe una tale influenza sui successivi poeti andalusi che fu il modello per tutti loro fino alla fine del Regno di Granada. 
Quanto ad Avempace (1070/1090-1139), fu una delle figure più importanti dell'Islam spagnolo. Si distinse come musicista, poeta, medico, botanico, fisico e matematico oltre che filosofo. Il suo pensiero supponeva uno sforzo per conciliare il razionalismo aristotelico con la tradizione della saggezza teologica islamica. Il risultato fu un personale razionalismo mistico che fu il punto di partenza di Averroè, che prese molte delle sue linee filosofiche da Saragozza. Era stimato tra i suoi contemporanei come il filosofo più importante del suo tempo, sebbene la scarsa sistematizzazione dei suoi scritti e la perdita delle sue opere più importanti, nonché il fatto che la sua filosofia non fosse conosciuta nell'Occidente cristiano, lo relegarono nell'oblio fino a quando i manoscritti della sua opera furono ritrovati nel XX secolo.

## Elenco dei sovrani

### Tugibidi
- Al-Mundhir bin Yahya al-Tajibi: 1018–1022 circa
- Yahya al-Muzáffar: 1022 circa–1036
- Múndir II: 1036–1038
- Abd Allah ibn Hákam: 1038

### Hudidi
- Al-Musta'in I: 1039–1046
- Ahmad al-Muqtadir: 1046–1081
- Yusuf al-Mu'tamin ibn Hud: 1081-1085
- Al-Musta'in II: 1085–1110
- Abdelmálik: 1110

### Almoravidi
- Muhammad ibn al-Hayy: 1110–1115
- ibn Tifilwit: 1115–1117
  - Conquista per mano di Alfonso I d'Aragona, re di Navarra e Aragona, nel 1118